# غاري غيغاكس
كان إرنست غاري غيغاكس (27 يوليو 1938-4 مارس 2008) مصمم ألعاب ومؤلفًا أمريكيًا؛ اشتهر بالمشاركة في إنشاء لعبة تقمص الأدوار الرائدة سجون وتنانين (دي آند دي) مع ديف أرنيسون.
أنشأ غيغاكس منظمة لأندية الألعاب الحربية، وأسس مؤتمر ألعاب غين كون في ستينات القرن الماضي. ساعد غيغاكس في عام 1971 في تطوير لعبة تشينميل، وهي لعبة منمنمات قائمة على حرب في العصور الوسطى. شارك في تأسيس شركة قواعد الدراسات التكتيكية (شركة تي إس أر المدمجة) مع صديق الطفولة دون كاي في عام 1973. أنشأ هو وأرنيسون لعبة دي آند دي في العام التالي، والتي توسعت على لعبة غيغاكس تشينميل، وتضمنت عناصر من القصص الخيالية التي أحبها عندما كان طفلًا. أسس أيضًا مجلة دراغون في نفس العام، وهي مجلة تدور حول اللعبة الجديدة. بدأ غيغاكس العمل على نسخة أكثر شمولًا من اللعبة في عام 1997 تسمى سجون وتنانين متطورة. صمم أيضًا العديد من الكتيبات لنظام اللعبة، بالإضافة إلى العديد من المغامرات المجهزة مسبقًا والتي تسمى «النماذج»، والتي أعطت الشخص الذي يدير لعبة دي آند دي (أي منظم اللعبة والذي يُدعى سيد الزنزانة) نصًا تقريبيًا وأفكارًا حول كيفية إدارة سيناريو اللعبة. عمل في عام 1983 على ترخيص خط إنتاج دي آند دي لسلسلة الرسوم المتحركة دي آند دي.
استمر غيغاكس في إنشاء عناوين ألعاب تقمص الأدوار بشكل مستقل بعد مغادرة تي إس أر في عام 1986 بسبب النزاعات مع المالك الرئيسي الجديد، فبدأ بلعبة الرحلات الخطيرة متعددة الأنواع في عام 1992. صمم غيغاكس نظام ألعاب آخر، مغامرة أسطورية، وصدر في عام 1999. شارك في عام 2005 في لعبة تقمص الأدوار القلاع والحملات الصليبية، والتي صُمِّمت على أنها مزيج بين الإصدار الثالث من دي آند دي والإصدار الأصلي من اللعبة التي صممها غيغاكس.
تزوج غيغاكس مرتين ولديه ستة أطفال. أصيب بجلطة دماغية في عام 2004، وتجنب نوبة قلبية لاحقة بصعوبة. شُخِّصت حالته بأنه مصاب بتمدد الأوعية الدموية الأبهري البطني وتوفي في مارس 2008.

## ألعاب حربية
شارك غيغاكس في تأسيس الاتحاد الدولي للألعاب الحربية في عام 1967 مع بيل سبير وسكوت دنكان. نما الاتحاد بسرعة، ولاسيما من خلال استيعاب العديد من نوادي الألعاب الحربية الموجودة مسبقًا، وكان يهدف إلى تعزيز الاهتمام بالألعاب الحربية في جميع الفترات.:9–10 وفر الاتحاد منتدى للألعاب الحربية من خلال نشراته الإخبارية ومجتمعاته، مما مكنهم من تشكيل مجموعات محلية ومشاركة القواعد. نظم غيغاكس لقاء ألعاب في قبو منزله في عام 1967، وضم 20 شخصًا، وأُطلِق على هذا الحدث فيما بعد اسم «غين كون زيرو». استأجر قاعة البستنة المغطاة بالنبات المتسلق في بحيرة جنيف مقابل 50 دولارًا في عام 1968 (ما يعادل 390 دولارًا في عام 2021) لعقد أول اتفاقية بحيرة جنيف، والمعروفة أيضًا باسم اتفاقية ألعاب غين كون. يعد غين كون الآن أحد أكبر التجمعات السنوية لألعاب الهوايات في أمريكا الشمالية. التقى غيغاكس مع ديف أرنيسون، مؤسس دي آند دي المستقبلي، في ثاني غين كون في أغسطس 1969.
أنا مغرم جدًا بفترة العصور الوسطى، والعصور المظلمة على وجه الخصوص. بدأنا اللعب في تلك الفترة لأنني وجدت المنمنمات المناسبة. بدأت في وضع قواعد، وكان الزي الذي ترتديه الشخصية البلاستيكية ما توصلنا إليه حينها. إذا كان لديه ترس ولم يكن لديه درع، فهذا يعني أنه يمتلك ترسًا فقط. تروس ودرع جزئي تعني قواعد درع جزئي، وشخصية بدرع كامل تعني قواعد درع كامل. وضعت قواعد للأسلحة أيضًا.

### -غاري غيغاكس
أنشأ غيغاكس، جنبًا إلى جنب مع دون كاي، ومايك ريس، وليون تاكر، جمعية عسكرية مصغرة تسمى جمعية بحيرة جنيف للدراسات التكتيكية في عام 1970، ومقرها الأول في قبو غيغاكس. أسس غيغاكس وروبرت كونتز جمعية القلاع والحملات الصليبية التابعة للاتحاد الدولي للألعاب الحربية بعد ذلك بوقت قصير في عام 1970.
فقد غيغاكس وظيفته في شركة التأمين في أكتوبر 1970 بعد حوالي تسع سنوات من الخدمة. أصبح حينها عاطلًا عن العمل مع أطفاله الخمسة إرنست (إرني)، ولوسيون (لوك)، وهايدي، وسيندي، وإليز، فحاول استخدام حماسه للألعاب لكسب لقمة العيش من خلال تصميم ألعاب لوحية وعرضها للبيع. أثبتت تلك التجارة عدم استدامتها عندما حققت 882 دولارًا فقط في عام 1971 (ما يعادل 5,902 دولارًا أمريكيًا في عام 2021). بدأ في صناعة الأحذية في قبو منزله، مما وفر له دخلًا ثابتًا ومنحه مزيدًا من الوقت لتطوير اللعبة. بدأ ببعض أعمال التحرير في شركة ألعاب غايدون في عام 1971، وهي شركة ناشرة للألعاب الحربية أنتج لها غيغاكس ألعاب لوحية مثل ألكسندر الأكبر ودنكرك: معركة فرنسا. نشر غيغاكس لعبة تشينميل في وقت مبكر من نفس العام، وهي لعبة مناورات مصغرة تحاكي القتال التكتيكي في العصور الوسطى، والتي كتبها في الأصل مع صاحب متجر للألعاب جيف بيرن. نُشرت قواعد منمنمات العصور الوسطى في تشينميل في الأصل في كتاب يوم الحساب التابع لجمعية القلاع والحملات الصليبية. عيّنت شركة ألعاب غايدون غيغاكس لإنتاج سلسلة ألعاب «الألعاب الحربيىة مع المنمنمات»، وكان إصدار تشينميل (1971) الجديد أول كتاب في هذه السلسلة. تضمن الإصدار الأول من تشينميل ملحقًا خياليًا للقواعد. تضمن الإصدار نظامًا للمحاربين، والسحرة، والوحوش المختلفة غير البشرية المستمدة من أعمال جيه. أر. أر. تولكين ومصادر أخرى. كانت تشينميل ناجحة نسبيًا بالنسبة لشركة ناشرة صغيرة مثل ألعاب غايدون، إذ بيعت 100 نسخة شهريًا.
تعاون غيغاكس أيضًا في تراكتيكس (كتيب لقواعد الألعاب الحربية في الحرب العالمية الثانية) مع مايك ريس وليون تاكر؛ وتجسدت مساهمته بالتغيير إلى قرص دوار مكون من 20 وجه أو علبة تحتوي على 20 قرص بوكر مرقم (وأخيرًا نرد مكون من 20 جانب) لتحديد قرارات القتال، وذلك بدلًا من نرد مكون من ستة جوانب. تعاون أيضًا مع أرنيسون في اللعبة الحربية البحرية النابليونية لا تتخلى عن السفينة.
عدّل ديف أرنيسون قواعد تشينميل لحملته للعبة بلاكمور الخيالية. سافر أرنيسون وصديقه ديفيد ميغاري، مخترع اللعبة اللوحية الزنزانة!، إلى بحيرة جنيف لعرض ألعابهم على غيغاكس في خريف عام 1972 في أواخر نوفمبر تقريبًا، وذلك لدوره كممثل عن شركة ألعاب غايدون. رأى غيغاكس إمكانات في كلتا اللعبتين، وكان متحمسًا بشكل خاص للعبة أرنيسون لتقمص الأدوار. بدأ غيغاكس وأرنيسون على الفور في التعاون لإنشاء «اللعبة الخيالية»، وهي لعبة تقمص الأدوار التي تطورت إلى دي آند دي.
أنتج غيغاكس مجموعة من 50 صفحة من القواعد بعد أسبوعين من عرض أرنيسون للعبة بلاكمور، وكان مستعدًا لتجربتها على طفليه الأكبر سنًا، إرني وإليز، في مكان أسماه «غريهوك». توسعت هذه المجموعة بسرعة لتشمل كاي وكونتز، ودائرة كبيرة من اللاعبين فيما بعد. أرسل غيغاكس 50 صفحة من القواعد إلى معارفه في الألعاب الحربية، وطلب منهم تشغيل اللعبة الجديدة. واصل غيغاكس وأرنيسون تداول الملاحظات حول حملتهما. احتوت المسودة النهائية على تغييرات لم يفحصها أرنيسون، واختلفت رؤية غيغاكس في بعض تفاصيل القواعد التي فضلها أرنيسون.
أنشأ غيغاكس مراجعة من 150 صفحة للقواعد بحلول منتصف عام 1973 بناءً على التعليقات التي تلقاها. استُلهِمت العديد من جوانب النظام الذي يحكم السحر في اللعبة من قصص الأرض المحتضرة للكاتب الخيالي جاك فانس (لاسيما أن مستخدمي السحر في اللعبة ينسون التعاويذ التي تعلموها فور استخدامها، ويجب عليهم إعادة دراستها من أجل إعادة طرحها مرة أخرى)، واستند النظام ككل إلى أعمال المؤلفين مثل روبرت إي. هوارد، وإل. سبراغ دي كامب، ومايكل موركوك، وروجر زيلاسني، وبول أندرسون، وتولكين وبرام ستوكر وآخرين. طلب غيغاكس من شركة ألعاب غايدون نشرها، ولكن قاعدة المجلدات الثلاثة الموضوعة في صندوق مصنّف كانت خارج نطاق الناشر الصغير. قدّم غيغاكس اللعبة إلى أفالون هيل، ولكنه لم يفهم مفهوم تقمص الأدوار ورفض عرضه.
نمت مجموعة غريهوك التابعة لغيغاكس بحلول عام 1974، التي بدأها هو وإرني غيغاكس، ودون كاي، وروب كونتز، وتيري كونتز، إلى أكثر من 20 شخص، وأصبح روب كونتز شريك سيد الزنزانة حتى يتمكن كل منهما من حكم مجموعات مكونة من عشرات اللاعبين فقط.